# Авлошенко, Вадим Сергеевич
Вадим Сергеевич Авлошенко (3 июня 1940 — 19 мая 2014) — советский и украинский оператор и кинодраматург. Заслуженный деятель искусств Украинской ССР (1986).

## Биография
Вадим Авлошенко родился 3 июня 1940 года в Куйбышеве (ныне Самара) в семье фронтового кинооператора Сергея Авлошенко. В 1957 году окончил школу и работал ассистентом оператора у отца. В 1961—1964 годах учился на операторском факультете ВГИКа (мастерская Александра Гальперина) и стал оператором Одесской киностудии, где проработал 40 лет. Снял на Одесской киностудии 30 художественных фильмов («Один шанс из тысячи», «Красные дипкурьеры», «Севастополь», «Последнее дело комиссара Берлаха», «Гу-га», «Что у Сеньки было», «Попугай, говорящий на идиш», «Миллион в брачной корзине», «Мужская компания» и др.), написал два сценария («Крупный разговор» и «Две версии одного столкновения»), отмеченные дипломами всесоюзных кинофестивалей.
В 2003 году после развала Одесской киностудии переехал в Москву, где писал сценарии.
Умер 19 мая 2014 года в Москве. Похоронен на Перепечинском кладбище.

### Семья
Отец — Сергей Авлошенко (1908—1985), кинооператор, фронтовой оператор, был репрессирован.
Мать — Нина Федоровна Жданова (1915—2002), начальник монтажного цеха Центральной студии документальных фильмов.
Жена — киноредактор Нелли Некрасова, окончила факультет журналистики Уральского университета, затем сценарный факультет ВГИКа (мастерская Алексея Каплера).
Сын — кинооператор Максим Авлошенко (р. 1969), окончил ВГИК.

## Награды и премии
- Заслуженный деятель искусств Украинской ССР (1986).

## Фильмография

### Оператор
- 1963 — Молодожён
- 1965 — Верность
- 1966 — Формула радуги
- 1968 — Один шанс из тысячи
- 1970 — Севастополь
- 1971 — Последнее дело комиссара Берлаха
- 1972 — Включите северное сияние
- 1974 — Наследники
- 1974 — Рассказы о Кешке и его друзьях
- 1976 — Меня ждут на земле
- 1977 — Красные дипкурьеры
- 1980 — Петля Ориона
- 1982 — Разбег
- 1984 — Две версии одного столкновения
- 1984 — Что у Сеньки было
- 1985 — Миллион в брачной корзине
- 1987 — В Крыму не всегда лето
- 1989 — Гу-га
- 1990 — Внимание: Ведьмы!
- 1990 — Попугай, говорящий на идиш
- 1991 — По ком тюрьма плачет...
- 1991 — Путана
- 1992 — Мужская компания

### Сценарист
- 1980 — Крупный разговор
- 1984 — Две версии одного столкновения
- 2001 — Блюстители порока Телесериал) (3-я серия «Обитель в поднебесье»; 6-я серия «Не самый лучший день в конце сентября»)
- 2003 — Возвращение Мухтара-1 (39-я серия «Главный свидетель»)
- 2005 — Одиночество любви
- 2006 — Возвращение Мухтара-3 (12-я серия «Молчание — золото»)
- 2007 — Прекрасная Елена
- 2007 — Путешествие во влюбленность
- 2008 — Возвращение Мухтара-4 (62-я серия «Беглецы»)
- 2008 — Превратности судьбы
- 2009 — В погоне за счастьем
- 2009 — Женщина-зима
- 2010 — Анжелика
- 2010 — Подруги
- 2011 — Медовая любовь (Россия, Украина)
- 2012 — Генеральская сноха
- 2012 — Испытание верностью
- 2013 — Я буду ждать тебя всегда (Россия, Украина)